# Ленола
Ленола (італ. Lenola) — муніципалітет в Італії, у регіоні Лаціо,  провінція Латина.
Ленола розташована на відстані близько 100 км на південний схід від Рима, 50 км на схід від Латини.
Населення — 4191 особа (2014).
Щорічний фестиваль відбувається 24 червня. Покровитель — святий Іван Хреститель.

## Демографія
Населення за роками:

Станом на 1 січня 2023 року в муніципалітеті офіційно проживало 210 іноземців з 32 країн, серед них 59 громадян країн Євросоюзу та 6 громадян України.

## Сусідні муніципалітети
- Камподімеле
- Кастро-дей-Вольші
- Фонді
- Пастена
- Піко
- Валлекорса